# Pico et Columbus : Le Voyage magique
Pico et Columbus : Le Voyage magique (Die Abenteuer von Pico und Columbus) est un film d'animation allemand réalisé par Michael Schoemann et sorti en Allemagne le 9 avril 1992.

## Synopsis
Pico, le petit charençon aventurier, va accompagner l'explorateur Christophe Colomb dans son voyage vers le bout du monde, à la recherche des Indes. Il tombera également amoureux de la belle Marilyn, une fée qui sera enlevée par le diabolique Roi des Essaims. Pico va alors profiter du voyage de Colomb pour sauver sa bien-aimée...

## Fiche technique
- Titre français : Pico et Columbus : Le Voyage magique
- Titre original : Die Abenteuer von Pico und Columbus
- Réalisation : Michael Schoemann
- Scénario : Ute Koll et Scott Santoro
- Musique : Harald Kloser et Thomas Schobel
- Date de sortie : 1992
- Pays de production :  Allemagne
- Genre : film d'animation
- Durée : 81 minutes

## Distribution

### Version allemande
- Michael Habeck : Christophe Colomb
- Jens Wawrczeck : Pico
- Katja Nottke : Marilyn
- Beate Hasenau : la Reine
- Eric Vaessen : le Roi, le Prince des Essaims, Diego, Chef autochtone
- Hans Paetsch : le narrateur

### Version française
- Roger Carel : Christophe Colomb
- Éric Chevalier : Pico
- Gérard Rinaldi : Christophe Colomb (voix chantée)
- Jean-Loup Horwitz : Pico (voix chantée)
- Patricia Legrand : Marilyn
- Martin Brieuc : le narrateur, Bob le castor
- Monique Thierry : la reine
- Bernard Alane : Diego